# Ton (Bodenart)

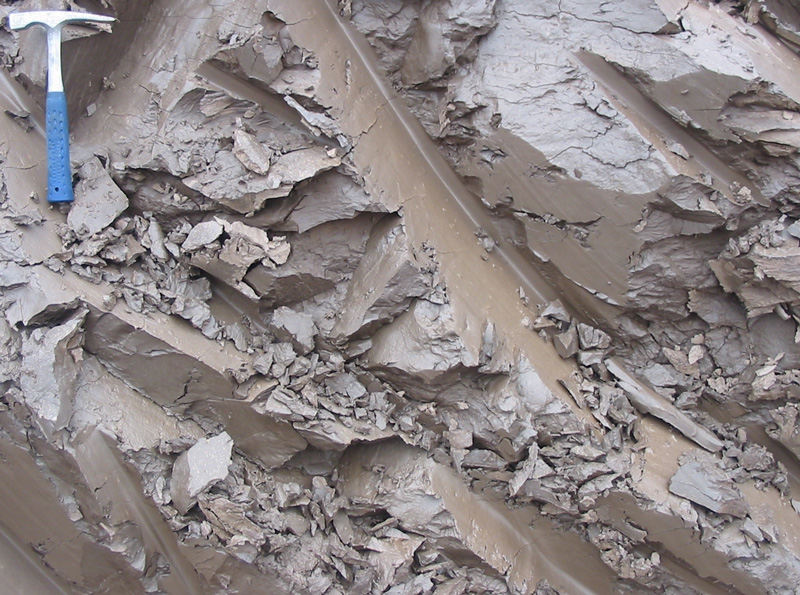
Quartärer Ton in Estland

Ton (von frühneuhochdeutsch tahen, than für ‚Tonerde, Lehm‘) ist ein natürlich vorkommendes, vorwiegend anorganisches Material, das hauptsächlich aus Tonmineralen besteht, bei ausreichenden Wassergehalten generell plastisch verformbar ist und spröde wird, wenn es getrocknet oder gebrannt wird. Obwohl Ton in der Regel Schichtsilikate enthält, kann er andere Materialien enthalten, die ihm Plastizität verleihen und aushärten, wenn sie getrocknet oder gebrannt werden. Als assoziierte Phasen kann Ton Materialien enthalten, die ihm keine Plastizität verleihen, z. B. Quarz, Calcit, Dolomit, Feldspat sowie organische Stoffe.
Anders als frühere Definitionen legt diese Definition der AIPEA (Association Internationale Pour L’Etude Des Argiles) und der CMS (Clay Minerals Society) keine exakte Korngröße der Tonbestandteile fest, da verschiedene Disziplinen hier eigene Festlegungen getroffen haben. Als Tonpartikel gelten in den Geowissenschaften, entsprechend der Norm EN ISO 14688, Partikel < 2 µm (teilweise auch < 4 µm) und in der Kolloidchemie < 1 µm.
Nicht zu den Tonen zählen künstlich hergestellte Materialien mit Toneigenschaften sowie Materialien mit vorwiegend organischen Bestandteilen wie Torf und einige Böden, auch wenn diese ebenso wie Ton plastische Eigenschaften aufweisen und natürlichen Ursprungs sind.

## Eigenschaften und Zusammensetzung
Bei höherem Wassergehalt ist Ton definitionsgemäß plastisch, also formbar. Oft handelt es sich um roten Ton (im Mittelalter unter anderem als Bolus bezeichnet), der vor allem aus wasserhaltigem Aluminiumsilikat besteht und nach Zugabe von Wasser formbar wird. Beim Trocknen oder Brennen verliert der Ton seine Wässrigkeit und wird spröde, das heißt, er bricht bei Belastung. Gebrannter Ton wird als Keramik bezeichnet und ist aufgrund mineralogisch-textureller Umwandlungen bedeutend belastbarer als getrockneter Ton. Nur ungebrannter Ton ist quellfähig, das heißt, sein Volumen nimmt mit steigendem Wassergehalt zu und nimmt mit sinkendem Wassergehalt ab.
Bei den Tonmineralen, die feuchtem Ton seine plastischen Eigenschaften verleihen, handelt es sich im Allgemeinen um Schichtsilikate, z. B. Illit, Montmorillonit oder Kaolinit. Zusätzlich können Tone noch Beimischungen weiterer Minerale enthalten, die nicht zu den plastischen Eigenschaften beitragen, wie z. B. Quarz, Kalzit, Dolomit, Feldspäte, Metalloxide und -hydroxide oder auch kolloidale Kieselsäure und Eisenhydroxidgele. Daneben enthält Ton typischerweise auch organische, d. h. kohlenstoffreiche, Bestandteile, überwiegend in kolloidaler Form.
Durch Ferrolyse kann eine natürliche Zersetzung der Tonpartikel erfolgen.

## Entstehung und Vorkommen
Ton ist ein Naturprodukt, das durch Verwitterung entsteht. Maßgeblich ist chemische Verwitterung, die zur Bildung von Tonmineralen (insbesondere Kaolinit und Montmorillonit) führt. Tonige Bodenarten können auch Mineral- und Gesteinskörner (bis zu 55 Gew.-% Sand und bis zu 75 Gew.-% Schluff) enthalten, die aus physikalischer Verwitterung hervorgegangen sind.
Große Vorkommen keramischer Tone liegen in der Oblast Donezk (Ukraine), im Westerwald in Deutschland, Devon in Südwestengland, im Kanton Provins (Region Ile-de-France) und in der Charente in Frankreich.

## Verwendung

### Töpferwaren und Keramik

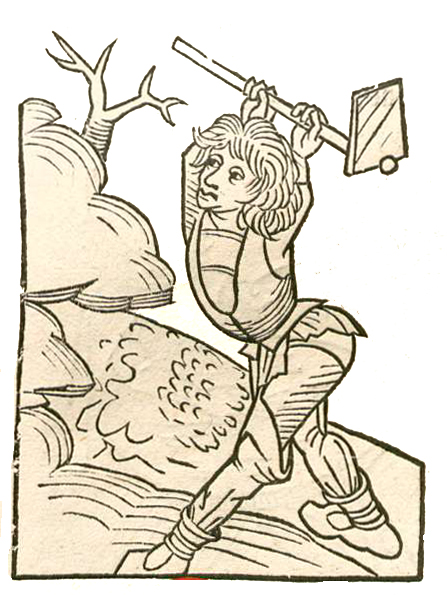
Abbildung aus dem Kapitel Argilla („Töpfererde“) im Hortus sanitatis (einem der „Mainzer Kräuterbücher“) aus dem Jahr 1491

Die Verwendung von Ton als Rohstoff für Töpferwaren und Keramik ist bis in das Jungpaläolithikum hinein belegt. Schon rund 24.000 Jahre v. Chr. fertigten Mammutjäger Tonfiguren wie die Venus von Dolní Věstonice, die zusammen mit zahlreichen Tierfiguren in Tschechien gefunden wurden.

### Baumaterial
Lehm besteht aus einem Gemisch von Ton, Schluff und Sand. Lehm wird seit rund 10.000 Jahren in Form luftgetrockneter Lehmziegel, Stampflehm und Lehmputz als Baumaterial verwendet. Ab dem 3. Jahrtausend v. Chr. wurde erstmals in großem Umfang Ton zu Ziegeln gebrannt.
Neben Holz und Stein war Lehm zu jeder Zeit einer der bedeutendsten Baustoffe der Menschheit.
Tonschichten werden zur Abdichtung von Kanälen, Teichen, Deichen und Deponien gegen den Untergrund eingesetzt. Mächtige Formationen von hochdichtem Ton werden als Endlager für radioaktive Abfälle diskutiert.
Seit dem 20. Jahrhundert wird Ton als Rohstoff für die Zementherstellung verwendet.

### Industrie
Neben der Zementproduktion ist Ton auch ein wichtiger Rohstoff zur Herstellung von Schamotten, die für die Innenauskleidung von Öfen z. B. in der Stahl- und Glasindustrie benötigt werden.
Bei der Herstellung von Papier wird Ton als Füllstoff eingesetzt, um das Papier weicher und geschmeidiger zu machen und ihm eine glatte Oberfläche zu verleihen.

### Medizin
Tone unterschiedlichster Zusammensetzungen werden seit prähistorischen Zeiten zu therapeutischen Zwecken eingesetzt. Die Wirkungsmechanismen sind im Detail oft kaum verstanden. In erster Linie wird die hohe Adsorptionskapazität der sehr feinkörnigen Schichtsilikate als Erklärung für die beobachteten Heilwirkungen angeführt. Einerseits können an die Mineraloberflächen gebundene Nährstoffe abgegeben werden, andererseits können Giftstoffe von den Tonmineralen absorbiert und so neutralisiert werden.
Aktuelle Studien belegen, dass einige Vorkommen eisenreicher Tone eine bakterientötende Wirkung haben. Wirksam sind hier weniger die Tonminerale selbst (Fe-Smektit, 1Md Illit) als vielmehr der hohe pH-Wert (> 9) der Tonsuspensionen in Kombination mit gelösten Spurenelementen (Na, Mn, As, Ag, Mo, U).